# Warehouse Information System

Código de barras: Wikipedia códificado em 128-B

Warehouse Information System (WIS, do inglês, em português - literalmente: sistema de automação e gerenciamento de depósitos, armazéns e linhas de produção), desenvolvido pela Sythex (Empresa Brasileira adquirida pela Senior Sistemas), tem o nome WIS registado, originada da sigla WMS. É uma parte importante da cadeia de suprimentos (ou supply chain) e fornece a rotação dirigida de estoques, diretivas inteligentes de picking, consolidação automática e cross-docking para maximizar o uso do valioso espaço do armazéns (Frazelle, 2001, p. 278).
O sistema também dirige e otimiza a disposição de "put-away" ou colocação no armazém, baseado em informações de tempo real sobre o status do uso de prateleiras.
As tecnologias de informação nos armazéns, nomeadamente os sistemas logísticos de informação, permitem uma melhor integração entre actividades na cadeia de abastecimento. No entanto, só por si não resolvem problemas, embora alterem padrões organizacionais.
Os armazéns devem possuir sistemas logísticos que disponham de sistemas de informação, de maneira a cuidar dos pedidos dos clientes, encaminhá-los até aos supridores e dar instruções autorizando a movimentação ou remessa de material.
Os sistemas de informação facilitam o planeamento e controlo da oferta de serviços, sendo a sua eficiência um ponto-chave para o bom funcionamento dos sistemas logísticos, logo, para o bom funcionamento dos armazéns (Uelze, 1974, p. 51).
Podemos realçar, no interior dos sistemas logísticos de informação, a partilha de dados através do EDI - electronic data interchange e a sua identificação, materializada pelo código de barras.
O EDI, consiste numa troca de dados electrónicos, que permite transferir mensagens formatadas. Por seu lado, o código de barras, através da leitura e introdução de dados num scaner, ou leitor óptico pode ser usado na logística dos vários processos de armazenamento, tais como recepção, picking, expedição, entre outros (Carvalho, 2002, p. 256).

## Vantagens dos sistemas de partilha e de identificação de dados
Obviamente, as vantagens principais destes sistemas, são o facto de proporcionarem acréscimos de produtividade e alterarem tarefas desempenhadas na organização.
O sistema de partilha de dados, o EDI, tem como vantagens eliminar a necessidade da introdução manual de dados, além da abolição do suporte papel e a redução do tempo e custo de comunicação, isto é, verifica-se uma diminuição do tempo, a racionalização do custo e a eliminação do erro na comunicação (Carvalho, 2002, p.250).
As maiores vantagens que se verificam com a introdução de sistemas de identificação automática, são o rigor de como a informação é recolhida, evitando assim erros, e uma maior e mais rápida disponibilização da informação e em qualquer circunstância (Carvalho, 2002, p.255).

## Utilização
Utilizar o WIS significa que a empresa depende menos da experiência das pessoas, uma vez que o sistema tem inteligência para operar o sistema.
Os sistema WIS utiliza dispositivos móveis, redes locais sem fio e radiofrequência para monitorar o eficientemente fluxo de produtos. Uma vez que os dados tenham sido coletados, é feita uma sincronização com uma base de dados centralizada, e o banco de dados pode então ser usado para fornecer relatórios úteis sobre o status das mercadorias no armazém (Eder et al., 2003, p. 4).
O WIS funciona com qualquer sistema ERP, ou com um software de gestão. Isto permite uma forma de se receber autotmáticamente o inventário, processar pedidos e lidar com devoluções.
O WIS tem se tornado cada dia mais comum em processos logísticos, desde o planejamento do recebimento de um insumo ou matéria prima, passando pela armazenagem, até o momento da expedição, para o destino final, garantindo confiabilidade e acuracidade das informações.